# Albert al II-lea, Prinț de Monaco
Albert al II-lea (Albert Alexandre Louis Pierre Grimaldi), (n. 14 martie 1958, Monaco-Ville⁠(d), Commune of Monaco⁠(d), Monaco) este capul Casei Grimaldi și actualul conducător al Principatului Monaco. Este fiul lui Rainier al III-lea de Monaco și al soției acestuia, Grace Kelly.

## Biografie
Născut la Palatul de Monaco, Albert a urmat liceul Albert I pe care l-a absolvit în 1976. A petrecut un an pregătindu-se în diferite îndatoriri princiare și s-a înscris la colegiul Amherst în Massachusetts în 1977 sub numele Albert Grimaldi, unde a studiat științe politice, economie, muzică și literatura engleză.
În 1982, când Albert avea 24 de ani, mama sa Grace Kelly a murit într-un accident de mașină. Albert a preluat președinția Crucii Roșii Monaco și a fost numit vice-președinte al Fundației Prințesa Grace de Monaco.
Sportiv, el practică atletism, fotbal, tenis, judo, canotaj, volei, schi, squash, natație, bob și pentatlon modern. A participat ca sportiv monegasc la Jocurile Olimpice de iarnă din 1988, 1992, 1994 și 2002 la bob și la raliul Paris-Dakar în 1985 și 1986. 
Este membru al Comitetului Internațional Olimpic din 1985. (Bunicul matern John B. Kelly, Sr., și unchiul matern John B. Kelly, Jr., au fost ambii câștigători de medalii olimpice la canotaj și au fost implicați în mișcarea olimpică). Albert este președinte al Federației monegasce de natație din 1983, al Yacht Clubului de Monaco din 1984, al Federației monegasce de atletism din 1984, al Comitetului olimpic monegasc din 1984 și al Federației monegasce de pentatlon modern din 1999. A creat Federația monegască de bob, sanie și skeleton al căror președinte este.
Prințul suveran Albert al II-lea este, de asemenea, radioamator și are indicativul de apel 3A0AG.
În domeniul militar a fost numit la 11 noiembrie 1986 colonel al Carabinierilor Prințului și la 18 august 1988 locotenent în rezervă a marinei franceze.

## Domnia lui Albert

Drapelul prințului Albert al II-lea.

La 6 aprilie 2005, Prințul Rainier al III-lea a murit iar Prințul Albert a devenit Prinț Suveran de Monaco sub numele de Albert al II-lea. La sfârșitul celor trei luni de doliu pentru tatăl său, la 12 iulie 2005, la Catedrala Sfântul Nicolae a avut loc prima parte a investiturii sale, o masă prezidată de arhiepiscopul de Monaco care a marcat începutul domniei sale. Apoi, Albert al II-lea s-a întors la palatul princiar pentru a găzdui o petrecere la cere au participat 7.000 de monegasci născuți în principat.
A doua parte a investiturii a avut loc la 19 noiembrie 2005. Albert a fost înscăunat la Catedrala Sfântul Nicolae. Familia sa a fost prezentă inclusiv sora sa mai mare (și moștenitoare prezumptivă) Prințesa Carolina cu soțul ei Ernst, Prinț de Hanovra și trei din cei patru copii ai ei: Andrea, Pierre și Charlotte; sora sa mai mică, Prințesa Stéphanie, mătușa paternă Prințesa Antoinette, baroneasă de Massy și verișoarii lui: Jean-Léonard Taubert-Natta de Massy și Elisabeth-Anne de Massy. Au fost prezente 16 delegații regale din mai multe țări.

## Familie
Prințul Albert s-a căsătorit cu fosta înotătoare sud africană Charlene Wittstock la 1 iulie 2011. Anunțul logodnei a avut loc la 23 iunie 2010. Ei au fost văzuți împreună de la 10 februarie 2006 când au deschis ceremonia Jocurilor Olimpice de la Torino.
Căsătoria civilă din 1 iulie 2011 a fost urmată de o căsătorie religioasă la 2 iulie. La 10 decembrie 2014 s-au născut gemenii Gabriella Thérèse Marie, Contesă de Carladès și Jacques Honoré Rainier, Prinț Ereditar de Monaco.